# 三笑亭可六
三笑亭 可六（さんしょうてい かろく）は、落語家の名前。
- 三笑亭可六 - 本項にて記述
- 三笑亭可六 - 現∶三笑亭茶楽

三笑亭 可六（さんしょうてい かろく、1895年 - ？）は、落語家。本名∶諏訪部 伊之助。
東京の人で、春風亭柳鼠、土橋亭里ん馬を経て曽呂利新吾となり、のち式亭三馬と名乗って三友派の笑福亭に出ていたが、桂派に移り三笑亭可六と改名した。